# Hanging on the telephone
Hanging on the telephone is een liedje geschreven door Jack Lee van The Nerves. Het was bestemd voor hun ep met de groepsnaam als titel uit 1976. Jack Lee zou het later ook als soloartiest nog een keer uitbrengen.
The Nerves werden niet zo bekend. Toch kreeg dit nummer een twintigtal covers. De bekendste uitvoerenden daaronder waren Blondie, Def Leppard en Jimmy Somerville.

## Blondie
Het meest succes met het nummer had Blondie. Zij brachten het als single in november 1978 eerst uit in de VS en Canada en in mei 1979 in Europa, Australië en Nieuw-Zeeland en persten het mee op hun album Parallel lines.

## Achtergrond Blondie versie
De versie van Blondie werd uitsluitend een hit in Oceanië en het Engelse en Nederlandse taalgebied. In thuisland de VS en in buurland Canada werd géén notering behaald. In Ierland werd de 16e positie bereikt, Australië de 16e, Nieuw-Zeeland de 43e en in het Verenigd Koninkrijk stond de plaat twaalf weken genoteerd in de UK Singles Chart met als hoogste notering de 5e positie.
In Nederland werd de plaat veel gedraaid op Hilversum 3 en werd een radiohit in de destijds drie landelijke hitlijsten op de nationale publieke popzender. De plaat bereikte de 21e positie in zowel de Nederlandse Top 40 als de TROS Top 50 en piekte op de 20e positie in de Nationale Hitparade. In de Europese hitlijst op Hilversum 3, de TROS Europarade, werd géén notering behaald.
In België bereikte de plaat de 19e positie in de voorloper van de Vlaamse Ultratop 50 en de 16e positie in de Vlaamse Radio 2 Top 30. In Wallonië werd géén notering behaald. 
In de sinds december 1999 jaarlijks uitgezonden NPO Radio 2 Top 2000 van de Nederlandse publieke radiozender NPO Radio 2, stond de plaat uitsluitend in 2005 genoteerd op een 1949e positie.

## Hitnoteringen

### Nederlandse Top 40
| Positie: | 34 | 27 | 21 | 21 | 30 | 39 | uit |

### Nationale Hitparade
| Positie: | 27 | 22 | 20 | 27 | 27 | 39 | uit |

### TROS Top 50
Hitnotering: 24-05-1979 t/m 05-07-1979. Hoogste notering: #22 (1 week).

### Vlaamse Radio 2 Top 30
| Positie: | 29 | 16 | 16 | uit |

### Vlaamse Ultratop 50
| Positie: | 24 | 19 | 24 | uit |

### NPO Radio 2 Top 2000
Hanging on the Telephone stond alleen in 2005 in de NPO Radio 2 Top 2000, op plek 1949.